# ألان ويبستر نيل
ألان ويبستر نيل هو سياسي كندي، ولد في 6 أكتوبر 1868، وتوفي في 7 يوليو 1960. نشط حزبياً في Progressive Party of Canada ‏ ومستقل. وقد انتخب عضو مجلس العموم الكندي.